# David Forde
Pour les articles homonymes, voir Forde (homonymie).
David Forde (né le 20 décembre 1979 à Galway) est un footballeur international irlandais. Il joue au poste de gardien de but pour le club de Cambridge United.

## Carrière en club
Après des débuts au club de Galway United, Forde signe en 2001 au club gallois de Barry Town où il est repéré par West Ham United qui le recrute. Il signe un contrat de deux ans et demi à Cardiff City le 5 décembre 2006, mais, peu utilisé, il est prêté successivement à Luton Town puis à l'AFC Bournemouth.
Enfin, il signe le 5 juin 2008 à Millwall où il devient titulaire au poste de gardien de but.
Le 29 juillet 2016, il est prêté à Portsmouth.
Le 20 juillet 2017, il quitte Millwall et rejoint le club de Cambridge United.
Le 7 août 2019, David Forde annonce sa retraite sportive. Il est alors membre de l'équipe de Cambridge United, équipe de League Two.

## Carrière internationale
David Forde attire l'attention du sélectionneur irlandais Giovanni Trapattoni grâce à un excellent début de saison 2010-2011 (17 matchs sans avoir encaissé de but) et celui-ci fait appel à lui le 13 mars 2011 pour affronter la Macédoine et l'Uruguay, mais Forde n'est finalement pas titularisé ni n'est employé comme remplaçant.

## Palmarès

### En club
- Portsmouth
  - Champion du Football League Two (D4 anglaise) en 2017.